# 岐阜県立八百津高等学校久田見分校
岐阜県立八百津高等学校久田見分校（ぎふけんりつやおつこうとうがっこう　くたみぶんこう）とは、かつて岐阜県加茂郡久田見村（現在の八百津町）にあった公立の高等学校の分校。

## 概要
八百津高等学校の定時制の分校であった。県立高等学校の分校であったが、設置者は久田見村であった。

## 沿革
- 1949年（昭和24年）4月1日 - 加茂郡久田見村に岐阜県立八百津高等学校久田見分校として開校。昼間定時制普通科を設置。
- 1954年（昭和29年）3月31日 - 廃校。廃校時の生徒数は55名。